# Cheb (distrikt)

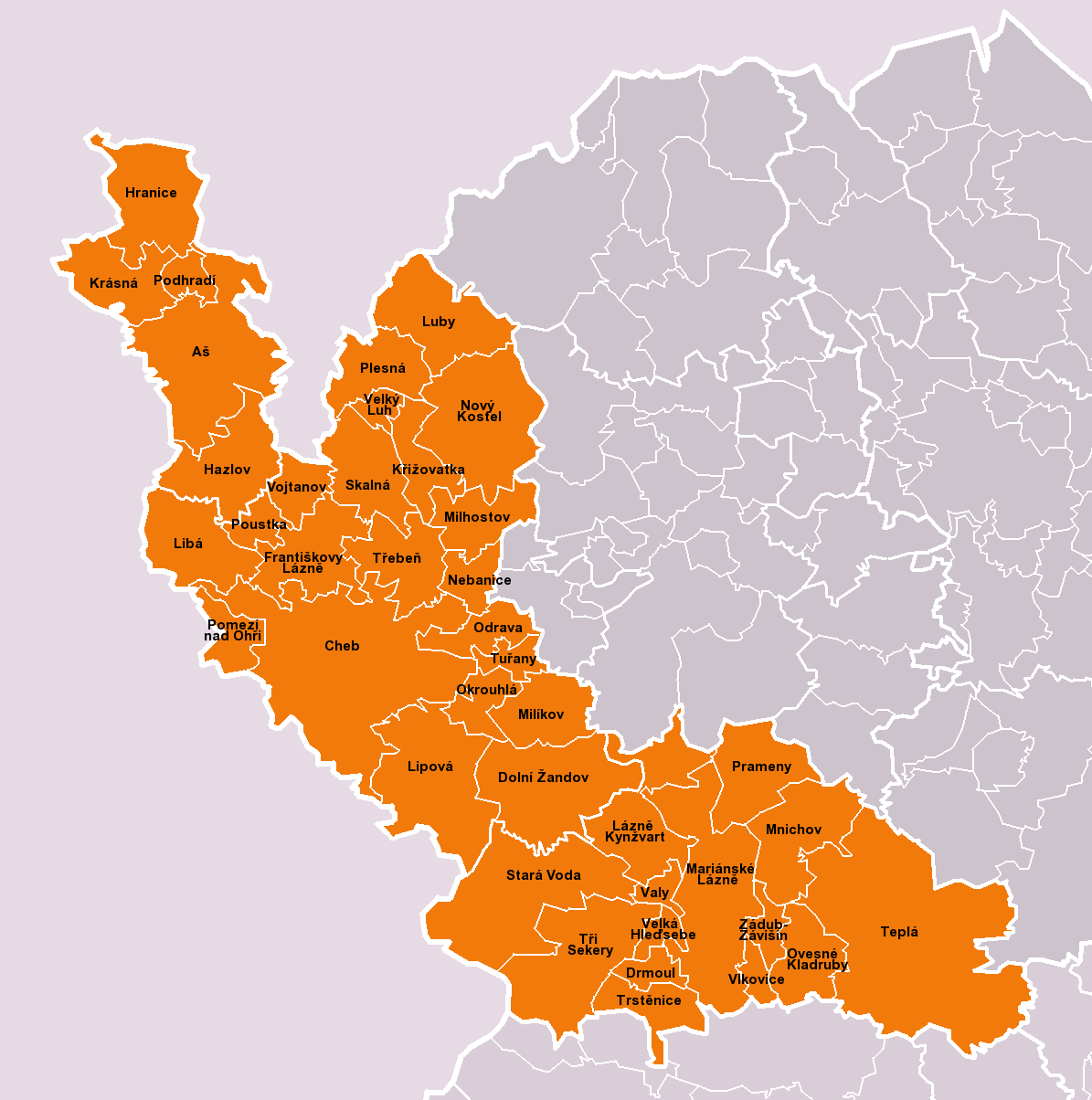
Städer och byar

Cheb (tjeckiska: Okres Cheb) är ett distrikt i Karlovy Vary i Tjeckien. Centralort är Cheb.

## Komplett lista över städer och byar
- Cheb
- Aš
- Dolní Žandov
- Drmoul
- Františkovy Lázně
- Hazlov
- Hranice
- Krásná
- Křižovatka
- Lázně Kynžvart
- Libá
- Lipová
- Luby
- Mariánské Lázně
- Milhostov
- Milíkov
- Mnichov
- Nebanice
- Nový Kostel
- Odrava
- Okrouhlá
- Ovesné Kladruby
- Plesná
- Podhradí
- Pomezí nad Ohří
- Poustka
- Prameny
- Skalná
- Stará Voda
- Trstěnice
- Třebeň
- Tři Sekery
- Tuřany
- Valy
- Velká Hleďsebe
- Velký Luh
- Vlkovice
- Vojtanov
- Zádub-Závišín